# Jean-René Jannot
Vous pouvez aider à l'améliorer ou bien discuter des problèmes sur sa page de discussion.
- Il ne cite pas suffisamment ses sources. Vous pouvez indiquer les passages à sourcer avec {{référence nécessaire}} ou {{Référence souhaitée}}, et inclure les références utiles en les liant aux notes de bas de page. (Marqué depuis avril 2024)
- Certaines informations devraient être mieux reliées aux sources mentionnées dans la bibliographie ou les liens externes. Améliorez sa vérifiabilité en les associant par des références. (Marqué depuis avril 2024)

- Archive Wikiwix
- Bing
- Cairn
- DuckDuckGo
- E. Universalis
- Gallica
- Google
- G. Books
- G. News
- G. Scholar
- Persée
- Qwant
- (zh) Baidu
- (ru) Yandex
- (wd) trouver des œuvres sur Wikidata

Pour les articles homonymes, voir Jannot.
Jean-René Jannot (né en 1936) est un archéologue français spécialiste de l'archéologie et des Étrusques.

## Biographie
Jean-René Jannot est né en 1936. Comme formation il a suivi un cursus d’historien  et a obtenu l'agrégation d’Histoire à la Sorbonne. 
Jacques Heurgon, Alain Hus et Raymond Bloch ont été ses maîtres. À partir de 1967, il s'est intéressé à l’Étruscologie et à partir de 1970, il est auteur de nombreuses publications sur ce sujet.
À l'Université de Nantes, il y a mis en place l’enseignement de l’archéologie et de l’histoire de l’art. Jean-René Jannot a donné des cours et des séminaires dans de nombreuses universités en France et à l’Étranger, actuellement à la retraite ses participations ne sont plus qu'occasionnelles.

## Cursus universitaire
- Professeur émérite à l'université de Nantes.
- Chercheur de l’équipe de recherches « archéologies d’orient et d’Occident » (ENS).
- Maître assistant, professeur et directeur d’UFR à l’Université de Nantes.

## Distinctions
- Membre de l'Istituto di Studi Etruschi ed Italici (Florence-Rome)

## Ouvrages
- Dieux, démons et devins. Regards sur la religion de l'Étrurie antique, Picard, Paris, 1998.
- Les Reliefs archaïques de Chiusi, École Française de Rome, Rome, 1984.
- Religion in ancient Etruria, Wisconsin University Press, 2003.
- À la rencontre des Étrusques, Ouest France, Rennes, 1987.
- Regards sur la civilisation étrusque, septembre 1999.
- La Religion des Étrusques, décembre 2000.
- La Vie religieuse à Rome jusqu’au début de l’empire, janvier 2001.
- La Peinture étrusque, première peinture de l’Europe ?, décembre 2002.
- L’Italie méridionale, ou l’autre Grèce, septembre 2000.
- Rome, des origines à Auguste : un survol, décembre 2000.